# Europäisches Olympisches Winter-Jugendfestival 2009/Skispringen
Beim Europäischen Olympischen Winter-Jugendfestival 2009 in der Woiwodschaft Schlesien wurden zwei Wettbewerbe im Skispringen ausgetragen. Austragungsort war die Skalite-Normalschanze in Szczyrk.

## Teilnehmer
Es nahmen 59 Athleten aus 16 Nationen am Skisprung-Wettbewerb des Europäischen Olympischen Winter-Jugendfestivals 2009 teil:
| Nation      | Anzahl | Athleten                                                                           |
| ----------- | ------ | ---------------------------------------------------------------------------------- |
| Polen       | 5      | Tomasz Byrt, Artur Kukuła, Grzegorz Miętus, Rafał Polinkiewicz, Jędrzej Ścisłowicz |
| Bulgarien   | 2      | Bogomil Pawlow, Wladimir Sografski                                                 |
| Deutschland | 4      | Marc Ganserer, Stephan Leyhe, Jan Mayländer, Lukas Ramesberger                     |
| Estland     | 4      | Martti Nõmme, Han-Hendrik Piho, Kairo Sillaste, Siim-Tanel Sammelselg              |
| Finnland    | 4      | Juuso Kaisko, Antti Määttä, Frans Tähkävuori, Janne Tervahartiala                  |
| Frankreich  | 4      | Nicolas Gonthier, Ronan Lamy Chappuis, Jordan Taillard, Jérémie Vourlat            |
| Italien     | 4      | Samuel Costa, Michael Lunardi, Manuel Maierhofer, Mattia Runggaldier               |
| Norwegen    | 4      | Tommes Lianes, Christoffer Kise, Erik André Hansen, Simen Grimsrud                 |
| Österreich  | 4      | Thomas Diethart, Lukas Dilitz, Thomas Lackner, Markus Schiffner                    |
| Rumänien    | 2      | Szilveszter Kozma, Remus Tudor                                                     |
| Russland    | 4      | Grigori Leontjew, Wladislaw Persijanzew, Michail Maximotschkin, Michail Sabegalow  |
| Schweiz     | 4      | Vital Anken, Pascal Egloff, Pascal Kälin, Adrian Schuler                           |
| Slowenien   | 4      | Jaka Hvala, Rok Justin, Luka Leban, Peter Prevc                                    |
| Tschechien  | 4      | Radim Berka, Hubert Bláha, Miloš Kadlec, Jiří Struhar                              |
| Ukraine     | 4      | Wytalyj Dodjuk, Taras Dysko, Wolodymyr Weredjuk, Wolodymyr Jakymtschuk             |
| Belarus     | 2      | Aliaksei Baldzin, Aliaksei Muravitski                                              |

## Übersicht
| Medaillen        | Medaillen         | Medaillen                                             | Medaillen                                                              | Medaillen                                                    |
| ---------------- | ----------------- | ----------------------------------------------------- | ---------------------------------------------------------------------- | ------------------------------------------------------------ |
| Datum            | Disziplin         | Erster Platz                                          | Zweiter Platz                                                          | Dritter Platz                                                |
| 17. Februar 2009 | Jungen Einzel     | Peter Prevc                                           | Wladimir Sografski                                                     | Adrian Schuler                                               |
| 19. Februar 2009 | Jungen Mannschaft | SlowenienLuka Leban Jaka Hvala Rok Justin Peter Prevc | ÖsterreichThomas Lackner Markus Schiffner Lukas Dilitz Thomas Diethart | SchweizAdrian Schuler Vital Anken Pascal Kälin Pascal Egloff |

## Ergebnisse

### Einzelspringen
| Platz | Land | Athlet             | Weite 1 | Weite 2 | Punkte |
| ----- | ---- | ------------------ | ------- | ------- | ------ |
| 1     | SVN  | Peter Prevc        | 107,0   | 102,5   | 269,5  |
| 2     | BUL  | Wladimir Sografski | 106,5   | 104,0   | 268,0  |
| 3     | CHE  | Adrian Schuler     | 105,5   | 101,0   | 265,0  |
| 4     | SVN  | Luka Leban         | 100,0   | 098,5   | 245,0  |
| 5     | AUT  | Thomas Diethart    | 099,5   | 098,5   | 244,0  |
| 6     | CHE  | Pascal Kälin       | 104,0   | 094,0   | 242,0  |
| 7     | GER  | Marc Ganserer      | 096,0   | 098,5   | 236,5  |
| 8     | NOR  | Simen Grimsrud     | 097,5   | 096,0   | 234,0  |
| 8     | GER  | Jan Mayländer      | 101,0   | 092,0   | 234,0  |
| 10    | CHE  | Pascal Egloff      | 098,5   | 093,5   | 230,0  |
| 11    | SVN  | Jaka Hvala         | 093,0   | 099,5   | 229,5  |
| 12    | GER  | Stephan Leyhe      | 092,5   | 099,0   | 229,0  |
| 13    | AUT  | Lukas Dilitz       | 098,5   | 092,0   | 227,5  |
| 14    | CZE  | Hubert Blaha       | 096,0   | 094,5   | 226,5  |
| 15    | AUT  | Thomas Lackner     | 092,5   | 096,0   | 223,5  |
| 16    | GER  | Lukas Ramesberger  | 096,5   | 091,5   | 220,5  |
| …     | …    | 0 …                | … 0     | … 0     | … 0    |
| 23    | AUT  | Markus Schiffner   | 090,5   | 094,0   | 212,0  |
| 31    | CHE  | Vital Anken        | 089,5   | 087,0   | 194,5  |

Datum: 17. Februar 2009, 13:03 Uhr MEZ

### Teamspringen
| Platz | Land                                                                      | Weiten (m)                                              | Punkte                        |
| ----- | ------------------------------------------------------------------------- | ------------------------------------------------------- | ----------------------------- |
| 1     | Slowenien Luka Leban Jaka Hvala Rok Justin Peter Prevc                    | 095,0 / 102,5 096,5 / 104,0 092,5 / 089,0 103,5 / 106,5 | 967,5 237,5 251,0 206,5 272,5 |
| 2     | Österreich Thomas Lackner Markus Schiffner Lukas Dilitz Thomas Diethart   | 092,0 / 102,0 095,0 / 098,5 095,0 / 095,5 097,5 / 101,5 | 944,5 236,0 232,5 228,5 247,5 |
| 3     | Schweiz Adrian Schuler Vital Anken Pascal Kälin Pascal Egloff             | 098,5 / 101,0 088,5 / 089,5 096,0 / 094,5 098,0 / 097,0 | 911,5 247,0 198,0 228,5 238,0 |
| 4     | Deutschland Lukas Ramesberger Marc Ganserer Jan Mayländer Stephan Leyhe   | 092,5 / 100,0 095,0 / 093,5 098,0 / 089,0 096,0 / 097,5 | 906,5 230,0 222,5 219,0 235,0 |
| 5     | Polen Jędrzej Ścisłowicz Rafał Polinkiewicz Tomasz Byrt Grzegorz Miętus   | 091,5 / 098,0 095,5 / 096,0 094,0 / 074,5 094,5 / 092,0 | 855,5 226,0 231,0 177,5 221,0 |
| 6     | Finnland Juuso Kaisko Janne Tervahartiala Frans Tähkävuori Antti Määttä   | 086,5 / 095,5 087,0 / 095,0 088,5 / 089,0 089,5 / 095,0 | 826,0 207,0 208,5 197,0 213,5 |
| 7     | Norwegen Tommes Lianes Christoffer Kise Erik André Hansen Simen Grimsrud  | 084,0 / 090,5 094,5 / 094,0 088,0 / 085,5 094,0 / 095,5 | 822,0 190,0 223,0 185,0 224,0 |
| 8     | Italien Manuel Maierhofer Mattia Runggaldier Michael Lunardi Samuel Costa | 089,5 / 092,5 090,5 / 083,5 090,0 / 090,5 088,0 / 092,5 | 798,0 202,5 188,0 203,0 204,5 |

Datum: 19. Februar 2009, 13:48 Uhr MEZ